# San Lucas Tolimán
San Lucas Tolimán – miasto na południowym zachodzie Gwatemali, w departamencie Sololá. Według danych szacunkowych z 2012 roku liczba mieszkańców wynosiła 21 109 osób. 
San Lucas Tolimán leży około 41 km na południe od stolicy departamentu – miasta Sololá. Miejscowość leży na wysokości 1961 metry nad poziomem morza, w górach Sierra Madre de Chiapas, nad południowym brzegiem jeziora kraterowego Atitlán, u stóp wulkanu Atitlán. 

## Gmina San Lucas Tolimán
Miejscowość jest także siedzibą władz gminy o tej samej nazwie, która jest jedną z dziewiętnastu gmin w departamencie. W 2012 roku gmina liczyła 30 189 mieszkańców. Gmina jak na warunki Gwatemali jest poniżej średniej wielkości, a jej powierzchnia obejmuje 116 km². 
Mieszkańcy gminy utrzymują się głównie z uprawy roli i z drobnego rzemiosła. W rolnictwie dominuje uprawa kukurydzy, pszenicy i warzyw. Z zawodów rzemieślniczych najpopularniejszymi wśród miejscowej ludności są: kamieniarstwo, rymarstwo, włókiennictwo, koszykarstwo oraz wyrobem mebli.
Klimat gminy jest równikowy, według klasyfikacji Köppena, należy do klimatów tropikalnych monsunowych (Am), z wyraźną porą deszczową występującą od maja do października. Opady uzależnione od wysokości nad poziom morza zawierają się w granicach od 3000 do 4500 mm rocznie. Średnio roczna temperatura wynosi od 18 do 21 °C.